# Clockpunk
Clockpunk – odmiana science-fiction, która wyewoluowała ze steampunku. Akcja utworów rozgrywa się przeważnie w erze preindustrialnej, chociaż rozmach, z jakim jest stosowana technologia, sugeruje co innego. Technika opiera się przede wszystkim na sprężynach, podstawowej mechanice (clockwork – stąd nazwa gatunku) i wynalazkach podobnych do urządzeń Leonarda da Vinci.